# Austrian Young Physicists’ Tournament
Das Austrian Young Physicists’ Tournament (AYPT) ist ein  Wettbewerb, der zwischen Teams weiterführender Schulen ausgetragen wird. Die Schüler sollen komplizierte wissenschaftliche Fragestellungen lösen, diese in überzeugender Form präsentieren und in Diskussionen (Physics Fights) verteidigen. Der Wettbewerb findet in englischer Sprache statt.
Das AYPT dient dabei in Österreich als Qualifikations-Wettbewerb für das International Young Physicists’ Tournament (IYPT).

## Geschichte und Organisation
Das AYPT wird in Österreich seit dem Jahr 1999 jährlich durchgeführt. Veranstalter und Organisator ist der Verein „AYPT – Forschungsforum junger Physiker“.
Seit dem Jahr 2006 ist dieser Verein vom Internationalen Organisationskomitee des IYPT offiziell als nationale Organisation in Österreich anerkannt. Das bedeutet unter anderem, dass der Verein die einzige Körperschaft ist, die befugt ist ein österreichisches Nationalteam zum IYPT zu entsenden.

## Das Turnier
Der Ablauf des Turniers ist im Grunde identisch mit jenem des IYPTs. Die Details können daher dort nachgelesen werden.

## Aufgabenstellungen
Die Aufgabenstellungen für das AYPT sind dieselben wie jene für das IYPT. Gemäß den internationalen Regeln dürfen diese für nationale Vorausscheidungen verwendet werden.

## Teams
Jede österreichische Mittelschule kann ein oder mehrere Teams zum AYPT entsenden. Auch schulübergreifende Teams werden zugelassen.
Darüber hinaus lädt das Organisationskomitee einige Gast-Teams aus anderen Ländern ein, um den Bewerb größer und interessanter zu gestalten. In den letzten Jahren haben die folgenden Länder Gast-Teams zum AYPT entsandt: Slowakei, Tschechien, Polen, Ukraine, Türkei, Slowenien, Italien, Schweiz, Russland, Iran und Deutschland.
Das österreichische Nationalteam wird dann gebildet, in dem der Vereinsvorstand jene Schüler nominiert, die während des Bewerbs die besten Leistungen erbracht haben. Es handelt sich also um ein neu zusammengesetztes Team, und nicht direkt um das Gewinner-Team.
Die so gebildete Mannschaft nimmt noch an einigen gemeinsamen Vorbereitungsseminaren teil, ehe sie zum IYPT antritt.

## Austrageorte
- 1999  Wien, GRGORG Polgarstraße
- 2000  Wien, GRGORG Polgarstraße
- 2001  Wien, GRGORG Polgarstraße
- 2002  Leoben, Kongresszentrum
- 2003  Wien, Lycée Français de Vienne
- 2004  Leoben, Kongresszentrum
- seit 2005  Leoben, Montanuniversität

Die Durchführung der AYPTs in den kommenden Jahren ist vorläufig in Leoben geplant.